# Heterocrossa literata
Heterocrossa literata är en fjärilsart som först beskrevs av Alfred Philpott 1930b.  Heterocrossa literata ingår i släktet Heterocrossa och familjen Carposinidae. Inga underarter finns listade i Catalogue of Life.